# 博山 (意大利)
45°42′54″N 07°59′55″E / 45.71500°N 7.99861°E

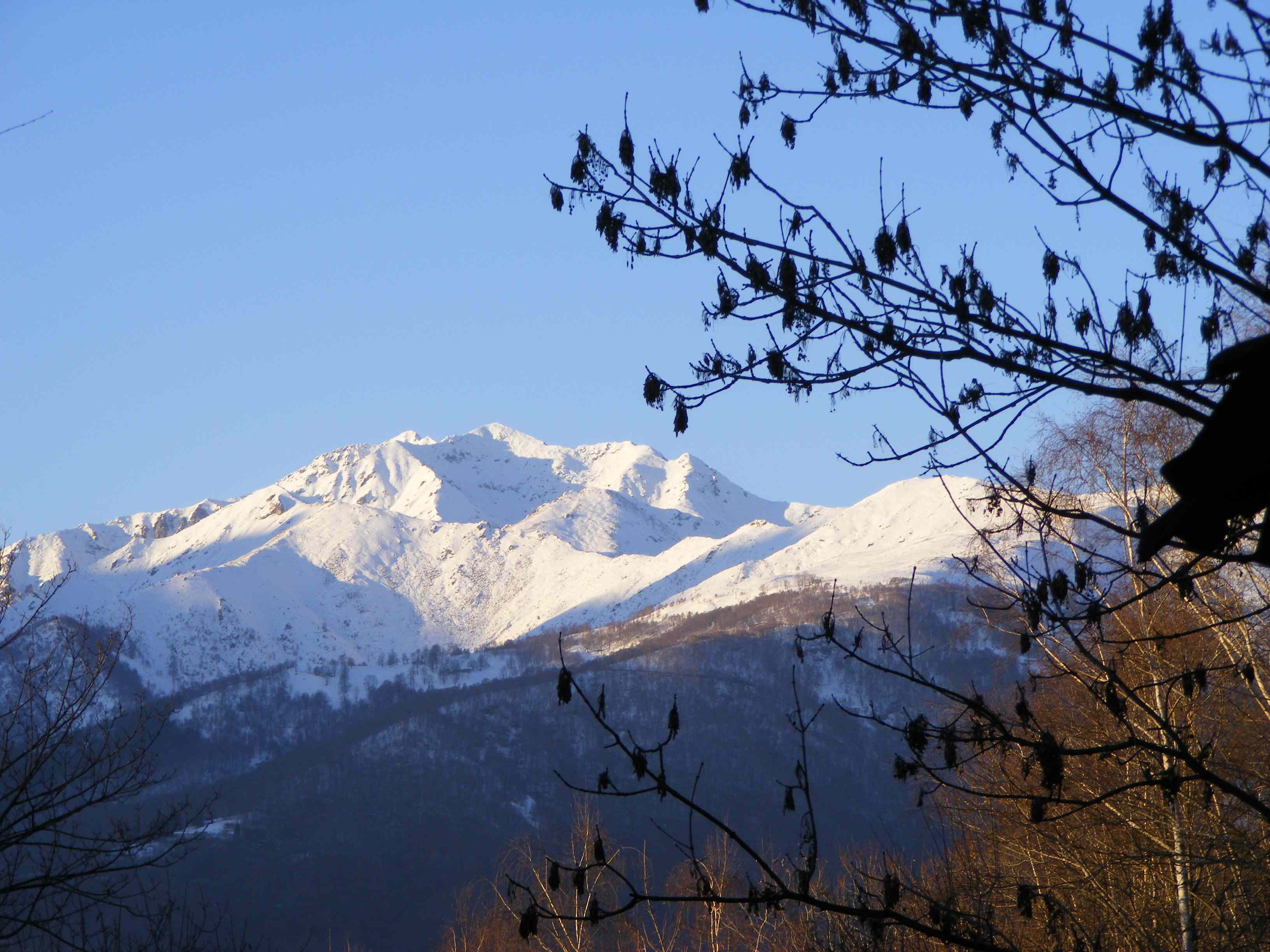

博山（義大利語：Monte Bo），是意大利的山峰，位於該國西北部，由比耶拉省負責管轄，屬於本寧阿爾卑斯山脈的一部分，海拔高度2,556米，每年平均降雨量1,548毫米。

## 外部連結
- Geoportale Nazionale（页面存档备份，存于）